# Вихерт, Эрнст Александр Август Георг

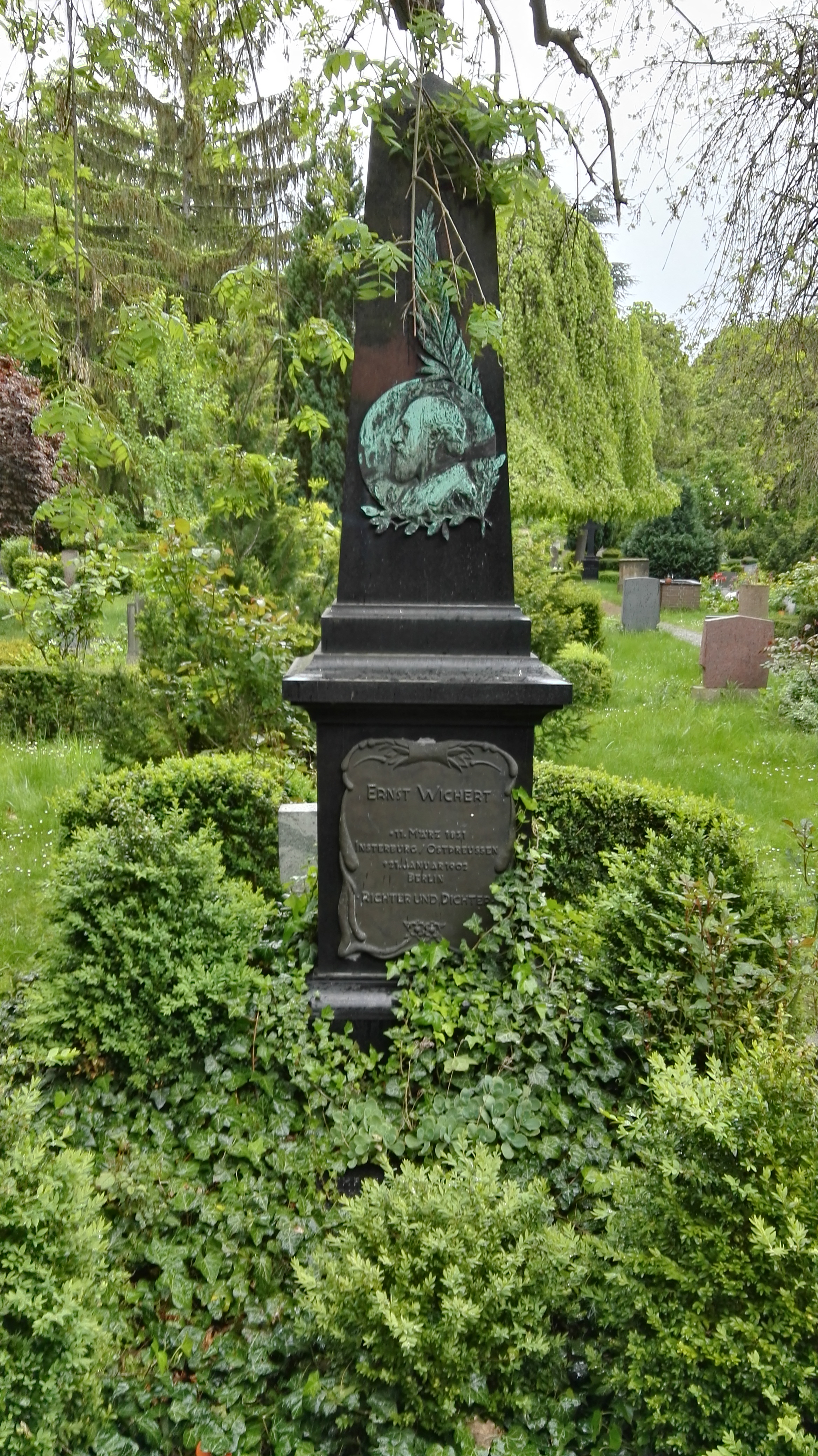
Могила Вихерта в Берлине

Эрнст Александр Август Георг Вихерт (нем. Ernst Alexander August George Wichert; 11 марта 1831, Инстербург, Восточная Пруссия — 21 января 1902, Берлин) — немецкий драматург, писатель
, новеллист, юрист, судья, тайный советник юстиции.

## Биография
Сын юриста, учился в средней школе в Пиллау, затем в гимназии в Кёнигсберге. Ученик  Иоганна Карла Лео Холевиуса. Изучал право на юридическом факультете университета Кенигсберга. Работал асессором в Мемеле, в 1860 году стал окружным судьей в Прекуле (ныне в Литве). Через три года назначен городским судьей, вернулся в Кенигсберг, где в 1877 (по другим данным в 1879) стал главным земским судьей при высшем земском суде в Кенигсберге и получил степень почетного доктора университета.
С 1888 года Вихерт был членом Высшего апелляционного суда в Берлине. В 1896 вышел в отставку с должности тайного советника юстиции.
Эрнст Вихерт умер в Берлине.

## Творчество
Получив место окружного судьи в Прекуле, близ русской границы, собирал там материал для своих литовских повестей и написал роман из литовской жизни: «Aus anständiger Familie» (Берлин, 1866). Свой драматический дебют начал патриотической комедией «Unser General York» (Берлин, 1858), за которой последовала комедия «Licht und Schatten» (Берлин, 1861), изображающая тогдашние общественные столкновения, и трагедия «Der Withing (князь) von Samland».
Большим успехом на берлинской сцене пользовались его комедии «Der Narr des Glücks» и «Ein Schritt vom Wege» (Берлин, 1873).
Среди его романов и повестей нужно отметить: «Ein hässlicher Mensch» (Берл., 1868); «Kleine Romane» (1871); «Hinter den Kulissen» (1872); «Das grüne Thor» (Иена, 1878); «Die Arbeiter» (Билефельд, 1873), «Litauische Geschichten» (1881); «Mutter und Tochter» (1887); «Suum cuiqae» (1888); исторические: «Heinrich von Flauen» (Лейпц., 1883) и «Der grosse Kurfürst in Preussen» (1886).
Был соредактором Altpreussische Monatsschrift и соучредителем Немецкого общества драматических авторов и композиторов, который был основан в Лейпциге в 1871 году. Позже переименованное в Ассоциацию немецких сценических писателей, старейшую национальную ассоциацию авторов в Германии, в настоящее время действует как Союз драматургов.